# Who's Laughing Now (canción de Jessie J)
«Who's Laughing Now»  —en español: «Quién está riendo ahora»— es una canción interpretada por la cantante y compositora británica Jessie J, incluida en su primer álbum de estudio, Who You Are, de 2011. Fue compuesta por Jessie con ayuda de George Astasio, Jason Pebworth, Jon Shave, Kyle Abrahams, Peter Ighile y Talay RileyEn, mientras que fue producida por The Invisible Man y Parker & James. Su vídeo se estrenó el 10 de agosto de 2011 en su cuenta oficial VEVO en YouTube.
Recibió comentarios positivos por parte de los críticos, quienes que dijeron que es «una brillante canción de venganza» y «versión actualizada de "Beautiful"». Por otro lado, entró al top 30 de Irlanda y al top 20 del Reino Unido y Escocia, convirtiéndose en el único sencillo de la intérprete que no entra al top 10 en el Reino Unido. La cantante interpretó el tema en vivo el 9 de septiembre de 2011 en el programa Red or Black?.

## Antecedentes y composición
«Who's Laughing Now» fue compuesta por Jessie con ayuda de George Astasio, Jason Pebworth, Jon Shave, Kyle Abrahams, Peter Ighile y Talay RileyEn, mientras que fue producida por The Invisible Man y Parker & James. En la canción Jessie se enorgullece de sus logros en la industria de la música y de que el que ríe al último ríe mejor, al contrario de la gente que dudaba de que pudiera ser exitosa en su juventud. En una entrevista con el diario The Sun, la cantante comentó que: «Esta canción siempre me hace reír. He tenido tanta gente que me apoyaba, pero también detractores y este tema es mi "jaja" hacia ellos. Como siempre digo: "Deja a los que odian odiar, han llegado muy tarde». De acuerdo con la partitura publicada en Musicnotes, la pista tiene un tempo moderato de 96 pulsaciones por minuto y está compuesta en la tonalidad la menor. El registro vocal de la intérprete se extiende desde la nota mi♯4 hasta la mi♯5.

## Comentarios de la crítica
«Who's Laughing Now» tuvo un buen recibimiento por parte de los críticos musicales. Caryn Ganz del sitio web Spin, en su revisión de Who You Are, comentó que el tema era como una «versión actualizada de "Beautiful"». Johnny Dee de Virgin Media dijo que «Who's Laughing Now» era «una brillante canción de venganza para los matones de los patios de recreo». Lewis Corner de Digital Spy la calificó con cuatro estrellas de cinco y comentó que: «[con esta canción], los jóvenes del mañana, están advertidos».

## Vídeo musical
El vídeo musical del tema fue dirigido por el director británico Emil Nava y lanzado el 10 de agosto de 2011 en la cuenta oficial de VEVO de Jessie J en YouTube. El vídeo comienza con una niña caminando por los pasillos de una escuela y unas niñas hablando de ella a sus espaldas. En seguida, ellas entran al salón y comienzan a molestarla, tras esto, la niña se cansa y se levanta de su pupitre para posteriormente salir del salón y hacer desastre en la escuela. Mientras avanza el vídeo, se pueden ver escenas intercaladas que muestran a Jessie como una profesora, una bedel y una cocinera. Luego de causar estragos por toda la escuela, la niña vuelve a su salón con un extintor, el cual usa para rociar a las niñas que anteriormente la habían molestado como acto de venganza. El vídeo finaliza con todos los niños bailando en los pasillos.

## Formatos y remezclas
- Descarga digital

| Who's Laughing Now — EP |                                                     |          |  |
| N.º                     | Título                                              | Duración |  |
| 1.                      | «Who's Laughing Now»                                | 3:55     |  |
| 2.                      | «Who's Laughing Now» (DJ Fresh Remix)               | 4:16     |  |
| 3.                      | «Who's Laughing Now» (Xaphoon Remix)                | 3:52     |  |
| 4.                      | «Who's Laughing Now» (Live At Shepards Bush Empire) | 4:57     |  |
| 5.                      | «Abracadabra»                                       | 3:50     |  |

## Posicionamiento en listas

### Semanales
| Bélgica (Flandes) | Ultratip 50            | 9  |
| Escocia           | Scottish Singles Chart | 17 |
| Irlanda           | Irish Singles Chart    | 28 |
| Reino Unido       | UK Singles Chart       | 16 |

### Certificaciones
| País        | Organismo certificador | Certificación | Unidades certificadas | Ref.   |
| ----------- | ---------------------- | ------------- | --------------------- | ------ |
| Reino Unido | BPI                    | Plata         | 200 000               | [ 14 ] |

## Créditos y personal
- Voz: Jessie J.
- Composición: Jessie J, George Astasio, Jason Pebworth, Jon Shave, Kyle Abrahams, Peter Ighile y Talay Riley.
- Producción: The Invisible Man y Parker & James.
- Mezcla: Jean-Marie Horvat y Zachariah Redding.
- Masterización: Tom Coyne.
- Grabación: The Invisible Man.

Fuente: Discogs.